# زمین‌لرزه ۱۹۲۲ شیلی

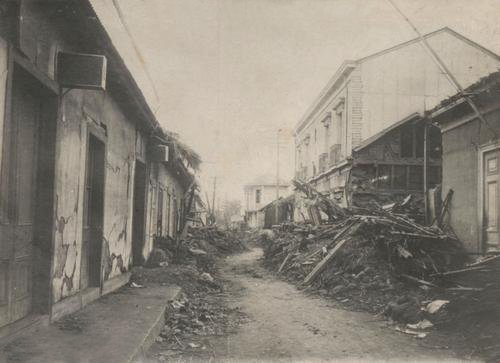
نمایی از شهر پس از زلزله

زمین‌لرزه شیلی  در تاریخ ۱۱ نوامبر ۱۹۲۲ میلادی، برابر با ‎۱۹ آبان ۱۳۰۱، ساعت ۴:۳۲:۴۵ به زمان یوتی‌سی در شیلی رخ داد. ژرفای این زلزله ۳۵ کیلومتر بود. بزرگی آن ۸٫۷ در مقیاس Mw اعلام شده‌است. زمین‌لرزه به وقت محلی در روز شنبه، ساعت ۰ روی داده و منطقه زمانی آن یوتی‌سی -۴ بوده‌است (با لحاظ تغییر ساعت تابستانی).
سازمان زمین‌شناسی آمریکا نیز جای این زمین‌لرزه را در مختصات ۲۸°۳۰′جنوبی ۷۰°۰۰′غربی / ۲۸٫۵°جنوبی ۷۰°غربی و بزرگی آنرا برابر با ۸٫۵ در مقیاس ریشتر اعلام کرده‌است. ژرفای گزارش شده از سوی این سازمان ۲۵ کیلومتر می‌باشد.
سونامی نیز در این زلزله گزارش شده‌است.